# Raphael Cotoner
Raphael Cotoner i d'Olesa (auch Rafael oder Raffaele, * 1601; † 20. Oktober 1663) war der 60. Großmeister des Malteserordens.
Er gehörte der aragonesischen Zunge des Ordens an. Als Großmeister amtierte er vom 6. Juni 1660 bis zu seinem Tod im Jahre 1663.
Raphael Cotoner war ein umsichtiger und religiöser Mensch. Er beauftragte den berühmten Maler Mattia Preti das Gewölbe der Ordenskirche St. Johann, der heutigen St. John’s Co-Kathedrale in Valletta auszumalen. Die Fertigstellung der beachtlichen Bilder, die dieser binnen 13 Jahren in der klösterlichen Kirche schuf, erlebte Raphael aber nicht mehr.
Ebenso wie sein Bruder und Nachfolger Nicolas Cotoner, war auch Raphael ein großer Baumeister und ihr Wappen ist in den meisten Fassaden der Paläste, Kirchen und Festungen in Valletta und in anderen Teilen der Insel eingemeißelt. Allerdings bleibt die kunstvolle Verschönerung der Kirche St. Johann ihr größter Beitrag. Es war eine Zeit des Wohlstands auf den Inseln, aber ihre Manie für den Aufbau und ihr extravaganter Geschmack war eine Belastung für die Staatskasse.